# Samantabhadra

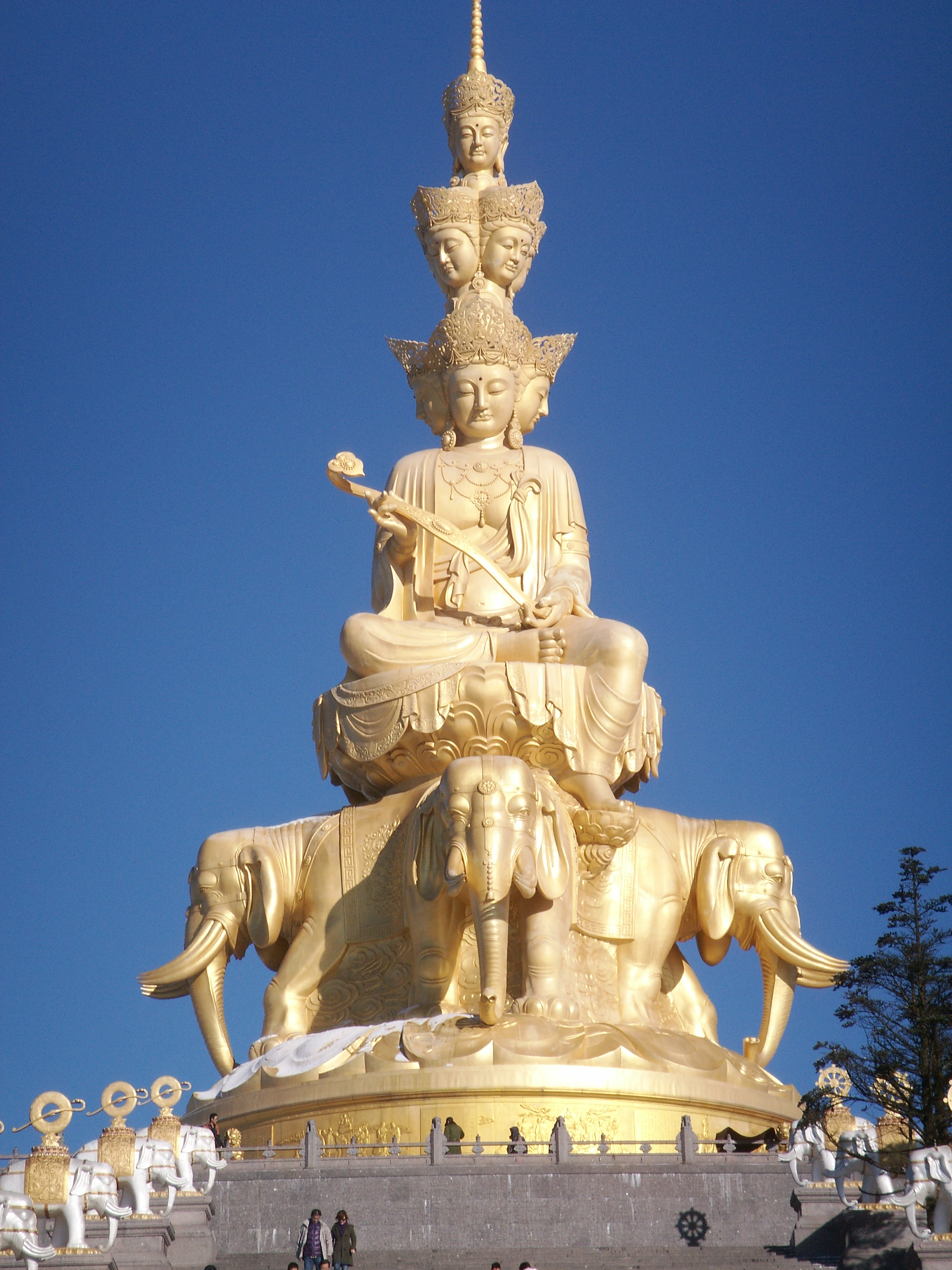
Statuia lui bodhisattva Samantabhadra.

Samantabhadra (sanscrită , समन्तभद : Vrednicul Universal) este un bodhisattva al budismului Mahayana .  Se spune că a fost un personaj real care a popularizat budismul tantric . Ar fi ajuns în China în timpul dinastiei Tang , pe la anul 774 d.Hr , venit tocmai din Ceylon (Sri Lanka) . A fost primit de împărații vremi cărora le-a prezentat o colecție bogată de cărți sfinte cu învățătură budistă .
Câteva mituri îi atribuie lui Samantabhadra înfăptuirea unor miracole . A învins , de pildă , elefantul alb și l-a transformat prin magie în om . Altădată , pentru a aduce ploaia , a modelat apoi câțiva dragoni din lut , a recitat asupra lor niște rugăciuni și efectul s-a arâtat imediat . 
Iconografia lui Samantabhadra este semnificativă . El apare călărind un elefant alb cu fildeși lungi . Chipul său apare uneori colorat în verde , roba lui este galbenă , tipică pentru clericii budiști , și ține în mână un lujer de lotus care are în vârf imaginea soarelui .